# Christopher Simon
Christopher Simon (ur. 6 grudnia 1999 w Dakarze) – senegalski piłkarz występujący na pozycji pomocnika w Motorze Lublin.

## Kariera piłkarska
Jako zawodnik ligi senegalskiej występował między innymi w Casa Sports i Génération Foot, w których rozegrał kilka spotkań w ramach Afrykańskiej Ligi Mistrzów. 10 lipca 2024 podpisał dwuletni kontrakt z Motorem Lublin z opcją przedłużenia o rok. W barwach Motoru zadebiutował 21 lipca 2024 w meczu pierwszej kolejki ekstraklasy z Rakowem Częstochowa, a swoją pierwszą bramkę zdobył 13 września 2024 w spotkaniu z Górnikiem Zabrze. Motor wygrał ten mecz 1:0 i było to pierwsze domowe zwycięstwo lubelskiego zespołu w najwyższej klasie rozgrywkowej od 32 lat. 